# 行徳湿地

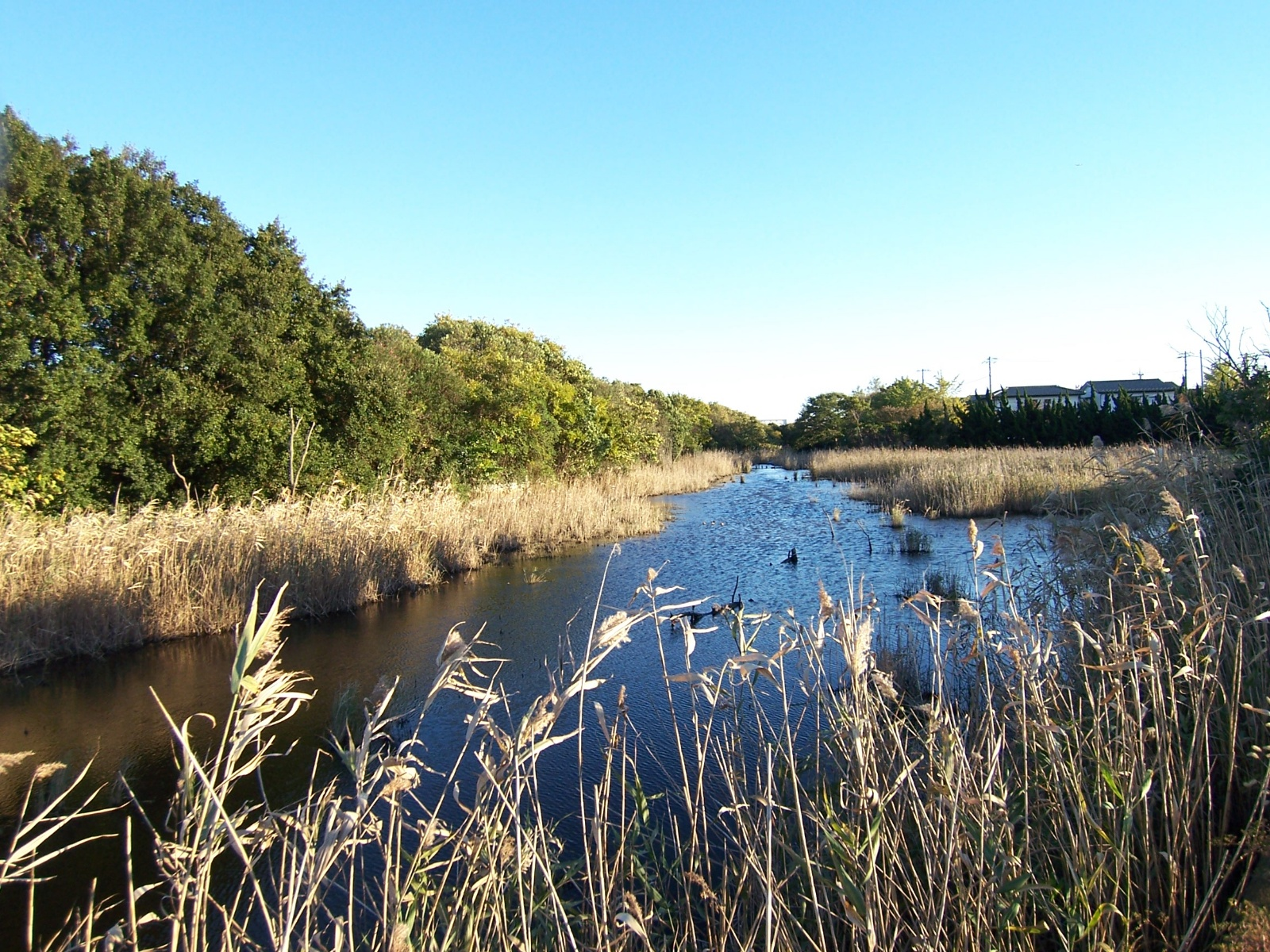
行徳湿地

行徳湿地（ぎょうとくしっち）とは、三番瀬埋め立てに伴い野鳥生息地を確保しようと千葉県市川市行徳に人工的に造成された塩性湿地である。また同湿地と周辺地域は千葉県により鳥獣保護区に指定されている。1994年から2008年現在に至るまで、千葉県行徳内陸性湿地再整備検討協議会で、三番瀬の後背湿地としての湿地環境の再生について議論が行われている他、1995年より湿地的環境の再生のための再整備事業が行われている。

## 概要
1965年より周囲が埋め立てられ、隣接する宮内庁管轄の新浜鴨場を含めて現在56ヘクタールが陸域内に湿地として存在しており、千鳥水門および、JR市川塩浜駅前の市川市所有地が接する三番瀬に向けて掘られた暗渠水路によって、海と接続されており約2時間遅れの潮汐となっている。
三番瀬再生計画（基本計画）では、「行徳湿地や河川等と三番瀬の連続したつながりの回復を目指す」とされている。また、課題として海水交換能力の不足が指摘されており、三番瀬円卓会議において、再生の基本的方向として「安定した淡水の導入を図る」「海水交換能力を向上させ干出域を増大させる」「無生物域の解消のため、水深の深いところを浅くする」という基本的方針が示された。海水交換能力の向上については千鳥水門の改良の他、暗渠の開渠化、猫実川との接続などのプランが議論されている。

## 生物
野鳥の保護区に設定されており、川鵜などの野鳥の繁殖地になっている。これらの野鳥は野鳥観察舎から観察することができ、バードウォッチングスポットとなっている。また、トビハゼなどの干潟生物も確認されている。近年、鴫・千鳥などの渡り鳥の確認数は減少している。また、平成19年度生物生息現状調査によれば、潮間帯の優占種はウミゴマツボ・オキシジミ・ミズヒキゴカイで占められ、干潟上にはカニ類やトビハゼが多数確認されている。また、生物調査に加え流向・流速・水質・濁度等についても調査を行っている。

## 貧酸素水塊
行徳湿地では夏場に成層化が起こり、暗渠水門付近では低層に貧酸素水塊が発生しやすくなっている。行徳湿地連携検討調査（影響予測調査）によれば、成層化そのものの解消のためには浚渫で作られた深みそのものを埋め戻すことが必要であるとしている。また、同検討調査では、海水交換を増大させるには千鳥水門の増設が効果的であり、増設により海水交流量は2倍、干潟面積も3倍程度に増大するとしている。なお、海水交換率は千鳥水門が95%暗渠水路が5%程度（総量1潮汐で33万トン）、水位変動幅は最大A.P.+0.8m～+1.7mとなっており、水門増設時には最大A.P.+1.9m程度を想定している。
しかしながら、暗渠水路が直径が1.8mでA.P.0の位置に管の中心があるなど、暗渠水路や千鳥水門は高い位置でしか外と繋がっておらず、重たい塩水が一旦湿地内に流入すると表層水と混ざりにくく、成層化が起こりやすい構造にある。上層水と下層水が混ざるような策を講じなければ、成層化そのものの解消には繋がらないが、実現可能な具体策は見出されていない。

## 再整備の沿革
- 平成6年3月

行徳内陸性湿地再整備検討協議会設置
- 平成6年10月

行徳内陸性湿地再整備計画基本計画策定
- 平成7年

第一段階整備実施
池の造成、コアジサシ繁殖地整備、観察路整備、淡水導入施設。
- 平成8年

第二段階整備実施
新浄化池造成、管理用道路・自然観察路整備、観察壁設置、水車設置
- 今後

水路による本土部と鴨場の切り離し、深み埋め戻し、千鳥水門・暗渠水門の改修等が計画されているが、未整備。また防災面の必要性から導流堤の整備が計画されており、トビハゼ・カワアイ等への影響を考慮して順応的管理で進める計画である。淡水導入は現状の日量500tを、1500tへの増強を検討中である。